# Gümüşlü, Gediz
Gümüşlü là một xã thuộc huyện Gediz, tỉnh Kütahya, Thổ Nhĩ Kỳ. Dân số thời điểm năm 2008 là 434 người.